# 东大门 (上海交通大学闵行校区)

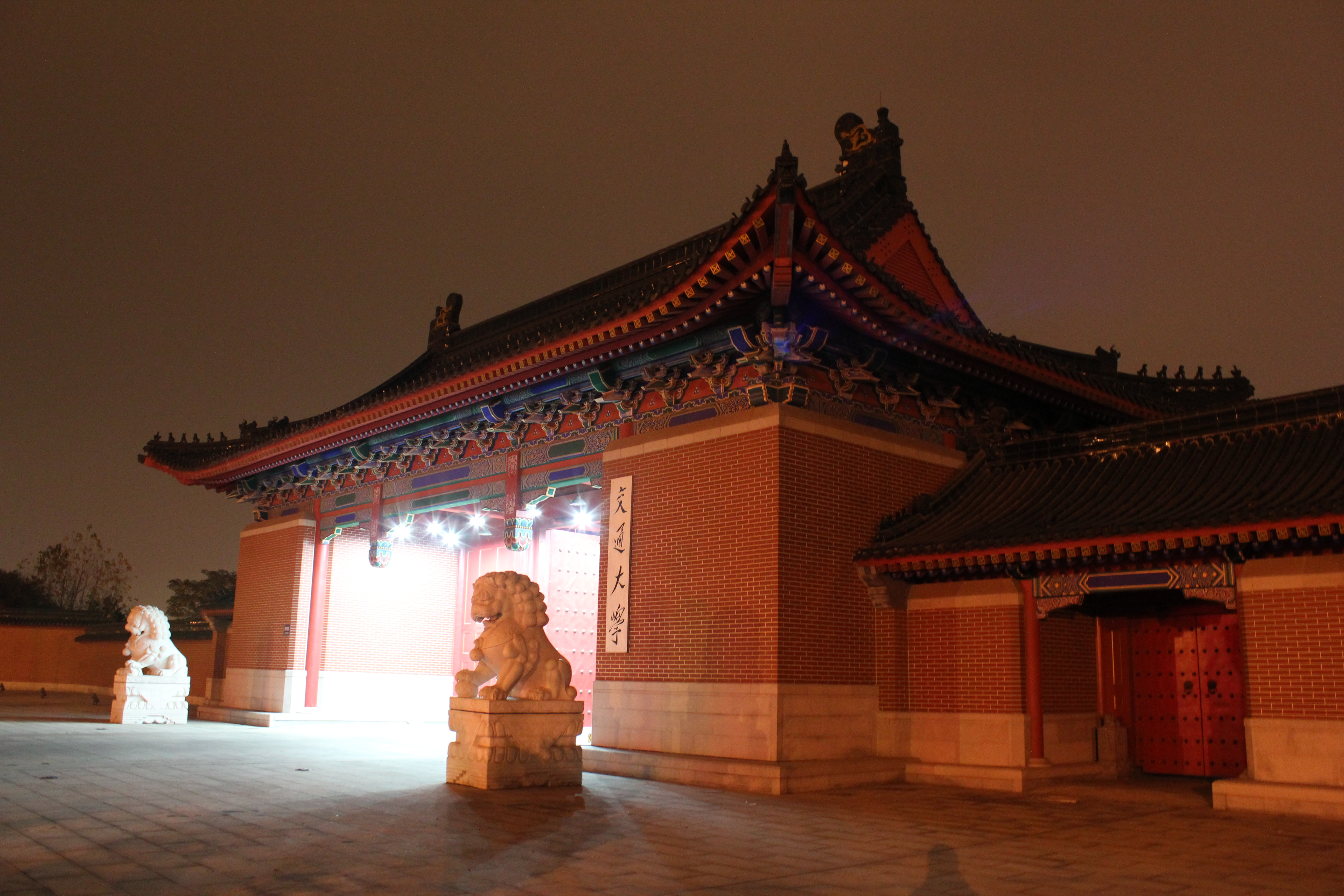
东大门

东大门也称宫门、宣怀门、紫气东来门，俗称庙门，为上海交通大学闵行校区东侧的校门，门牌号为莲花南路5000号。东大门外侧为莲花南路，斜对华东师范大学闵行校区西门，内为宣怀大道，门内北侧有盛宣怀铜像。该校门于2006年4月8日110周年校庆时举行落成典礼。
东大门参照交通大学老校门以1:4的比例，以中国古典建筑形式，结合现代建筑方法建成。建筑主体为钢筋混凝土仿木结构，通面阔五开间，两侧各有小三开间的副体。校门屋顶为歇山九脊顶，红墙绿瓦。校门全长38米，屋脊高12米，校门前广场宽100米，深30米，校门内广场宽60米，长42米。